# سیارک ۷۶۴۰
سیارک ۷۶۴۰ (به انگلیسی: 7640 Marzari، نامگذاری:1985PX) هفت هزار و ششصد و چهلمین سیارک کشف شده‌است که در ۱۴ اوت ۱۹۸۵ کشف شد.
قدر مطلق سیارک برابر ۱۴٫۳۰ است.